# R Coronae Borealis
R Coronae Borealis (kurz R CrB) ist ein eruptiv veränderlicher Stern im Sternbild nördliche Krone. R Coronae Borealis ist ein Stern der 6. Größe, dessen Helligkeit in unregelmäßigen Zeitabständen stark abfällt.
R Coronae Borealis ist ein wasserstoffarmer roter Überriese mit einer kohlenstoffreichen Atmosphäre. Die Helligkeitsabfälle sind wahrscheinlich auf ausgestoßene Rußwolken zurückzuführen, die die Photosphäre des Sterns verdecken. R Coronae Borealis ist der Prototyp für die nach ihm benannte Klasse der eruptiv veränderlichen R-Coronae-Borealis-Sterne.
Gemäß Daten der Raumsonde Gaia befindet sich der Stern in einer Entfernung von etwas mehr als 4000 Lichtjahren (Gaia DR2).

## Helligkeitsschwankungen

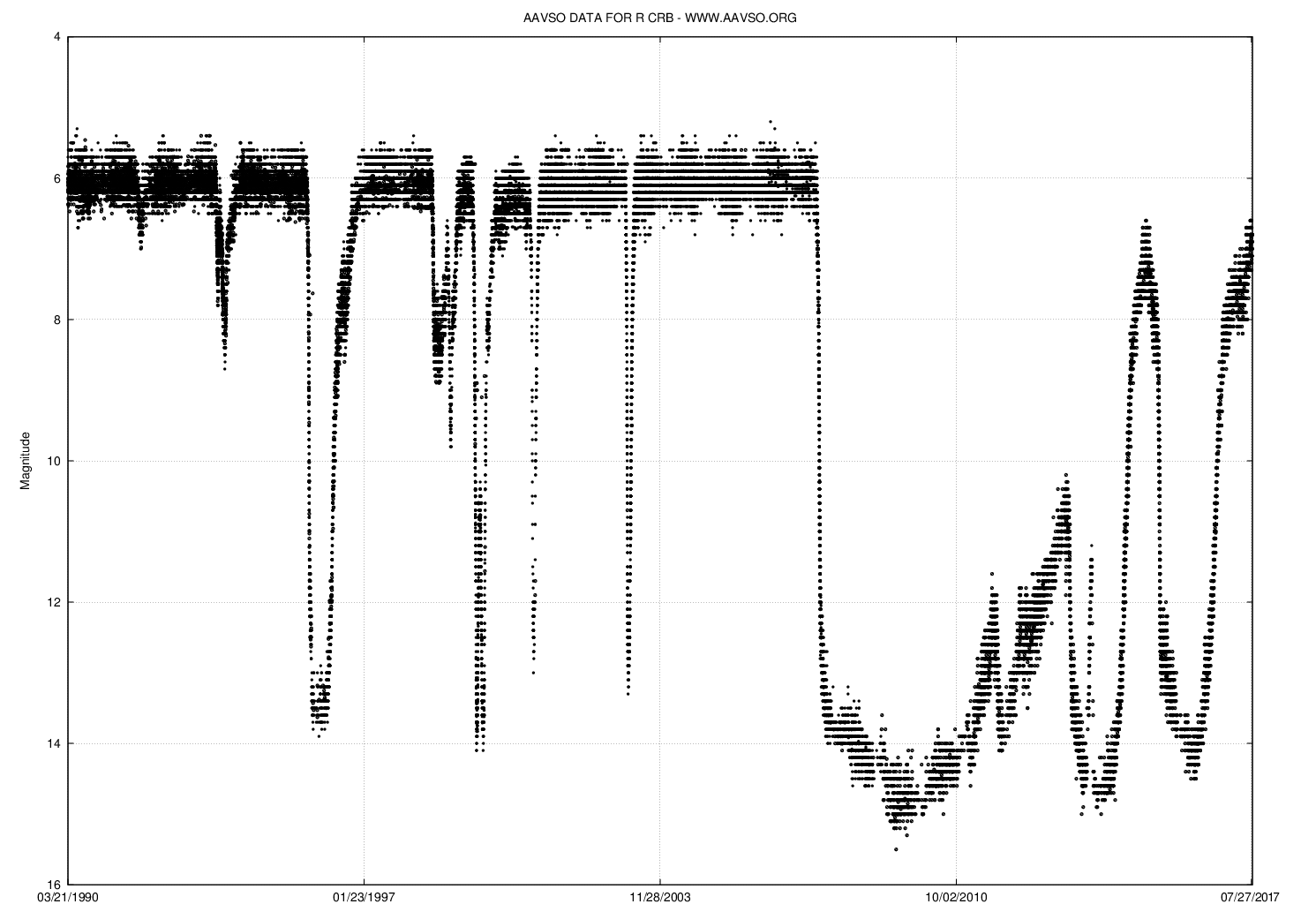
Lichtkurve von R Coronae Borealis von 1990 bis 2017

Der englische Astronom Edward Pigott entdeckte 1795, dass R Coronae Borealis starke Helligkeitsschwankungen hat. In seinem „Normalzustand“ hat der Stern nur geringe Fluktuationen um etwa eine Zehntel Magnitude. Alle paar Jahre oder Jahrzehnte fällt die Helligkeit jedoch von ihrem normalen Wert massiv ab. Dann ist der Stern für einige Monate oder Jahre deutlich dunkler. Wie stark und für wie lange er sich verdunkelt, ist jedes Mal anders. Es gibt dabei kein Muster und kein festes Minimum. Anschließend kehrt er entweder wieder zu seiner normalen Helligkeit zurück, oder die nächste Verdunkelung überlappt sich mit der vorhergehenden.
Als mögliche Ursache wird angenommen, dass sich in der Sternatmosphäre Kohlenstoffstaub ansammelt. Dieser Staub wird ausgestoßen und kondensiert in einiger Entfernung vom Stern zu Rußwolken. Diese blockieren das Licht des Sterns. Die Blockade verschwindet nach einiger Zeit dadurch, dass der Ruß durch Strahlungsdruck zerstreut wird.
Im August 2007 begann R Coronae Borealis mit seiner bisher stärksten Verdunkelung. In 33 Tagen fiel seine Leuchtstärke bis zur 14. Magnitude ab. Darauf folgte eine langsamere weitere Verdunkelung bis zur 15. Magnitude im Juni 2009. Anschließend wurde er gleichermaßen langsam wieder heller und erreichte gegen Ende 2011 die 12. Magnitude. Dies war ein ungewöhnlich tiefes und langes Minimum. Auch danach kehrte der Stern noch nicht zu seiner normalen Helligkeit zurück, sondern erlebte in den Folgejahren weitere starke Schwankungen.